# Chambre territoriale des comptes
En France, les cinq chambres territoriales des comptes (Nouvelle-Calédonie, Polynésie française, Saint-Barthélemy, Saint-Martin et Saint-Pierre-et-Miquelon) sont des juridictions financières qui exercent dans les collectivités d'outre-mer les mêmes missions que les chambres régionales des comptes en France métropolitaine et dans les départements d'outre-mer. Mayotte est désormais du ressort d'une chambre régionale des comptes.